# Psilanteris queenslandica
Psilanteris queenslandica är en stekelart som först beskrevs av Alan Parkhurst Dodd 1913.  Psilanteris queenslandica ingår i släktet Psilanteris och familjen Scelionidae. Inga underarter finns listade i Catalogue of Life.